# Bão Toraji (2024)
Bão Toraji (được biết đến ở Philippines với tên gọi Bão Nika, ở Việt Nam được định danh là Bão số 8 năm 2024) là một xoáy thuận nhiệt đới trong mùa bão Tây Bắc Thái Bình Dương 2024 hoạt động vào đầu tháng 11 năm 2024. Đây là cơn bão nhiệt đới thứ tư trong một loạt cơn bão ảnh hưởng đến miền bắc Philippines, sau Bão Trami, Kong-rey, Yinxing, xảy ra chỉ vài ngày trước đó. Ngoài ra, đây là lần đầu tiên kể từ khi bắt đầu có các ghi chép từ năm 1951, có bốn cơn bão được đặt tên cùng tồn tại vào tháng 11 ở Tây Thái Bình Dương.
Cơn bão đã khiến ít nhất bốn người chết, hai người khác bị thương. Thiệt hại từ bão ước tính khoảng 7,76 triệu USD.

## Lịch sử khí tượng
Nguồn gốc của Bão Toraji có thể truy gốc từ ngày 8 tháng 11, khi Cục Khí tượng Nhật Bản (JMA) báo cáo về một vùng áp thấp hình thành cách Yap 620 km (386 mi) về phía bắc, với hình ảnh vệ tinh cho thấy một trung tâm hoàn lưu tầng thấp đang tập hợp, bị che khuất bởi luồng đối lưu bùng phát bao quanh vùng ngoại vi phía nam và phía tây của nó. Vào lúc 8 giờ sáng ngày 9 tháng 11 (giờ PHT, tức 00:00 UTC), áp thấp nhiệt đới này được đặt tên là Nika vì nó nằm trong Khu vực Trách nhiệm của Philippines (PAR). Cùng ngày, JTWC đã ban hành TCFA cho hệ thống, cho biết hệ thống đang trong môi trường thuận lợi để phát triển. Ngay sau đó, JTWC đã chỉ định tên hệ thống là Áp thấp nhiệt đới 26W. Vào lúc 18:00 UTC cùng ngày, JMA đã phân loại hệ thống này là áp thấp nhiệt đới, hệ thống này di chuyển vào Khu vực Trách nhiệm của Philippines, và PAGASA đặt tên cho nó là Nika vào ngày hôm sau. Vào lúc 06:00 UTC cùng ngày, JMA đã nâng cấp hệ thống này thành bão nhiệt đới có tên Toraji khi nó di chuyển về phía tây.

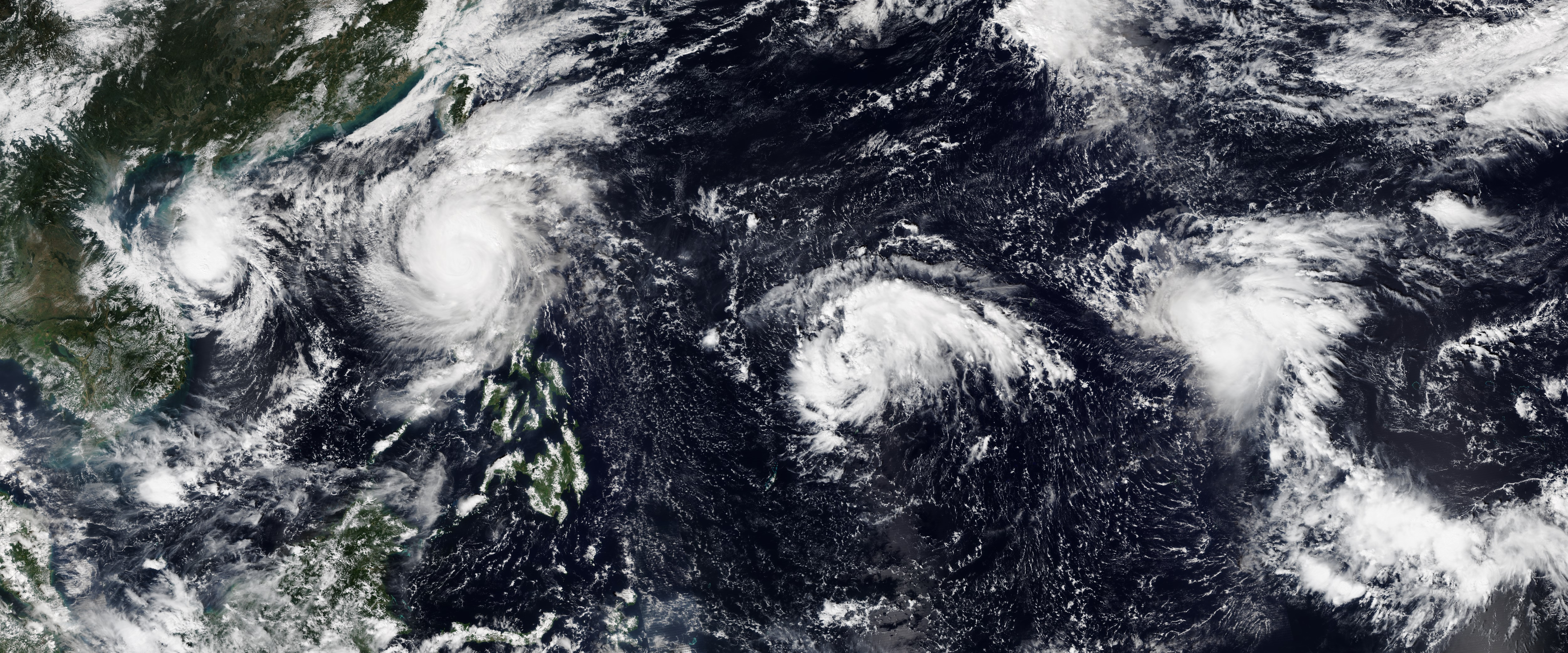
Bốn cơn bão nhiệt đới hoạt động đồng thời vào ngày 11 tháng 11. Từ trái sang phải: Yinxing, Toraji, Usagi và Man-yi, lần đầu tiên xuất hiện kể từ năm 1951.

Sáng sớm ngày hôm sau, JMA nâng cấp cơn bão lên thành bão nhiệt đới dữ dội khi nó di chuyển về phía tây-tây bắc, với các dải hình thành quấn chặt hơn xung quanh hoàn lưu tầng thấp bị che khuất. Vào lúc 09:00 UTC cùng ngày, JTWC nâng cấp cơn bão lên thành bão cuồng phong tối thiểu, chỉ ra khối mây dày đặc ở trung tâm (CDO) bất đối xứng hơn ở góc phần tư phía đông. Hình ảnh vệ tinh cho thấy mức độ gió đứt theo phương thẳng đứng ở phía đông giảm, với CDO trở nên đối xứng hơn và hình thành trở lại trên trung tâm hoàn lưu tầng thấp. Vào lúc 15:00 UTC cùng ngày, JMA nâng cấp Toraji lên thành bão cuồng phong. Cơ quan này báo cáo rằng đến 18:00 UTC, hệ thống đã đạt cường độ cực đại, với sức gió duy trì trong 10 phút là 130 km/h (80 mph) và áp suất trung tâm là 975 hPa (28,79 inHg). Toraji sau đó đạt đỉnh cường độ tương đương Cấp 1 trên thang bão Saffir–Simpson, với sức gió duy trì trong 1 phút là 150 km/h (90 mph).
Ngày 11 tháng 11, Toraji đổ bộ vào Dilasag, Aurora, trên đảo Luzon, Philippines, vào khoảng 8:10 sáng PHT (00:10 UTC), trước khi di chuyển vào đất liền qua địa hình đồi núi, khiến nó suy yếu đáng kể. Tối hôm đó, Toraji đi vào Biển Đông ngoài khơi bờ biển Magsingal, Ilocos Sur, với hình ảnh vệ tinh cho thấy một hoàn lưu tầng thấp khép kín và đối lưu sâu bị phân mảnh bắt đầu tổ chức lại trên bán nguyệt phía bắc. Khi di chuyển về phía tây bắc dọc theo rìa phía tây nam của một áp cao cận nhiệt đới ở tầng trung, một mảng nhỏ đối lưu sâu đã phát triển trên phần phía bắc của một vùng hoàn lưu tầng thấp bị lộ ra một phần, khiến hệ thống này suy yếu thành một cơn bão nhiệt đới vào ngày 11 tháng 11. Hình ảnh vệ tinh cho thấy sự suy yếu của đối lưu sâu tại tâm bão, với các dải mây tầng thấp xung quanh tâm và dọc theo rìa phía nam của hoàn lưu, là kết quả của gió đứt thẳng đứng mạnh ở phía nam khi nó bị nhúng vào luồng gió đông bắc tầng thấp liên quan đến một đợt xâm nhập lạnh. Do sự phá hủy đối lưu, dẫn đến trung tâm hoàn lưu tầng thấp bị lộ hoàn toàn, JTWC đã ban hành cảnh báo cuối cùng vào ngày 14 tháng 11 khi nó suy yếu thành áp thấp nhiệt đới. JMA tiếp tục theo dõi hệ thống cho đến khi nó được ghi nhận lần cuối vào lúc 06:00 UTC ngày 15 tháng 11.

## Chuẩn bị
Cục quản lý Thiên văn, Địa vật lý và Khí quyển Philippines (PAGASA) cảnh báo về mưa lớn đến rất to ở Vùng hành chính Cordillera và Thung lũng Cagayan. Ở Hồng Kông, người dân được khuyến cáo tránh xa bờ biển và không tham gia các môn thể thao dưới nước.

## Tác động
Ở  Philippines, hai người chết đuối sau khi bị dòng nước mạnh cuốn trôi ở Amulung, trong khi hai người khác tử vong sau khi bị điện giật trong các vụ việc riêng biệt ở Echague và Santa Ana, Cagayan. Có hai người bị thương liên quan đến Bão Toraji (Nika) và Usagi (Ofel). Tình trạng thảm họa đã được ban bố ở Dilasag, và ở Cabagan, Isabela.